# Ия Корнуолльская
Ия Корнуолльская (V век) — принцесса, христианская мученица. Почитается Католической церковью, как святая, память 3 февраля.
Святая Ия Корнуолльская (валл.: Ia), известная также как Хия (лат. Hia), или Эйа (Eia), или Ив (англ. Ives), была просветительницей Корнуолла, по преданию была ирландской принцессой, сестрой св. Эрка (Erc), Юни (Euny) и Анты (Anta). Она была обращена в Христову веру св. Патриком Старшим и решила отправиться с просветительской миссией в Корнуолл, вместе со свв. Фингаром (Fingar) и Фиалой (Piala).
Предание гласит, что они уплыли без неё. Оставшись на берегу и горько рыдая, она вознесла свою молитву ко Господу. Внезапно её внимание привлёк плававший перед нею маленький листик плюща. Она коснулась его посохом, намереваясь потопить, но количество листьев стало приумножаться, и они образовали плот, на котором она и переправилась через Ирландское море, прибыв в Пенвис (Penwith), что в Корнуолле, даже раньше тех, кто оставил её на берегу.
Там она стала духовной ученицей св. Бервина (Berwyn), иначе Барика (Baricus, Barric), и вскоре она объединила свои усилия со св. Элвином (Elwyn) и его 777 соработниками.
Она основала храм в Пен Динас (Pen Dinas), и её святой источник Вентон Эйа (Venton Eia), иначе Ффинан Ия (Ffynnon Ia) был неподалёку от Портмеора (Porthmeor). Она также построила часовню в Труне (Troon), что в приходе Кэмборн (Camborne) неподалёку от другого источника, называемого Фентон Иар (Fenton Ear), или Ффинон Иа (Ffynnon Ia). Вероятно, она бывала и в Бретани, где Плуйе (Plouyé) неподалёку от Карэ-Плуже (Carhaix) назван в честь неё.
Присутствие Ии не всем было по душе в тех краях — она была умучена на реке Хейл (Hayle) и похоронена в местечке, называемом нынче Сент-Айвс (St Ives), что в Корнуолле, покровительницей которого она почитается. Над её могилой там была воздвигнута церковь, освящённая в её честь.

## Иконография
Святую Ию изображают одетой в белую шерсть, как ирландскую игумению, иногда с белой вуалью, иногда в короне и держащей листья.